# Armoedebestrijding

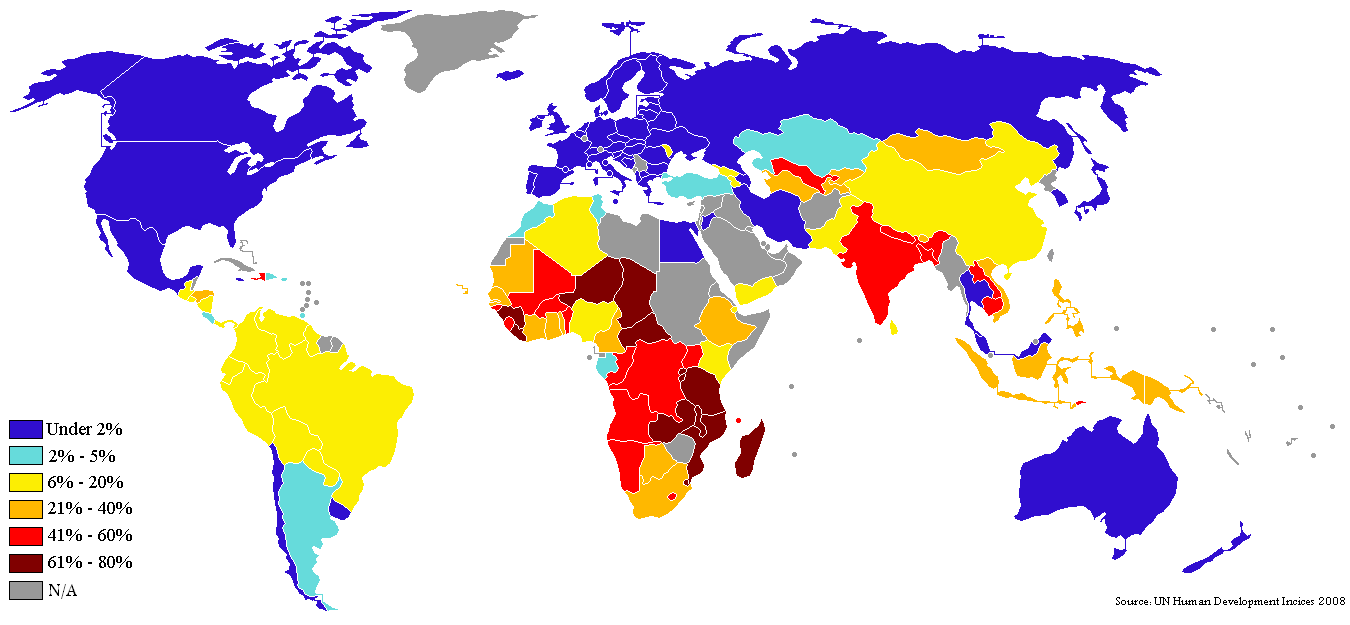
Percentage van de bevolking dat leeft van minder dan 1 dollar per dag

Gini coëfficiënt als maat voor inkomensongelijkheid

Armoedebestrijding is een proces dat zich richt op het verminderen van armoede in een gemeenschap of groep van individuen.
Armoedebestrijding kan betrekking hebben op absolute of relatieve armoede. Absolute armoede betekent dat iemand leeft op de rand van het bestaansminimum. Het ontbreekt hem aan voedsel, veilig drinkwater, sanitair, gezondheid, onderwijs, onderdak en informatie. Absolute armoede komt vooral voor in ontwikkelingslanden.
Bij relatieve armoede worden de levensomstandigheden van een groep of persoon beoordeeld in verhouding met zijn omgeving. Het is dus feitelijk een index voor inkomensongelijkheid. Relatieve armoede komt overal voor.

## Definities
Armoede is niet beperkt tot inkomensarmoede. Het heeft veel dimensies, zoals sociale uitsluiting, gebrekkige toegang tot onderwijs en een korte levensverwachting. Ontwikkelingsdeskundigen hanteren dan ook voor het gebruik bredere definities van armoede.
Volgens de Wereldbank heeft armoede vele gezichten, die van plaats tot plaats en van tijd tot tijd veranderen. "Armoede is honger. Armoede is gebrek aan onderdak. Armoede is ziek zijn en niet naar een dokter kunnen. Armoede is niet naar school kunnen en niet kunnen lezen. Armoede is geen baan hebben, vrezen voor de toekomst en leven van dag tot dag. Armoede is een kind verliezen aan een ziekte die veroorzaakt is door vuil water. Armoede is machteloosheid, gebrek aan vertegenwoordiging en vrijheid."
De Indiase econoom Amartya Sen gebruikt dit laatstgenoemde aspect, gebrek aan vrijheid, om armoede te beschrijven. Volgens Sen is armoede gebrek aan vrijheid om het soort leven te leiden dat men wil. Naast economische onvrijheid, kan er bijvoorbeeld sprake zijn van gebrek aan politieke vrijheid, gebrek aan sociale voorzieningen (onderwijs en gezondheidszorg), en gebrek aan sociale zekerheid. Armoedebestrijding moet zich volgens deze visie richten op het opheffen van onvrijheden.

## Visies op armoedevermindering
Strategieën voor armoedevermindering hangen sterk samen met opvattingen over ontwikkeling en onderontwikkeling. Het denken over dit vraagstuk is doorlopend in beweging. Volgens een visie is armoede vooral een gevolg van economische onderontwikkeling ten opzichte van het Westen. Armoedevermindering moet zich dan ook richten op het bevorderen van economische groei, bijvoorbeeld door overdracht van kapitaal en technologie. Een andere visie is dat armoede primair verband houdt met ongelijke machtsverhoudingen in de wereld. Armoedevermindering moet zich dan ook richten op het veranderen van wereldwijde structuren en herverdeling van rijkdom. Weer een andere visie stelt dat armen gevangen zitten in een armoedeval, waaruit zij niet op eigen kracht kunnen ontsnappen. Armoedebestrijding moet zich dan ook richten op directe armoedevermindering, zodat mensen en landen zich op eigen kracht verder kunnen ontwikkelen. Een vierde visie beschouwt armoede vooral als een gevolg van slecht beleid en slecht bestuur. Volgens deze visie moet armoedevermindering inzetten op goed macro-economische beleid, transparant bestuur en terugdringen van corruptie.
Deze en andere visies vinden, al dan niet in combinatie, hun weerslag in het beleid van overheden, ontwikkelingsorganisaties en multilaterale instellingen als de Wereldbank en de Verenigde Naties.

## Strategieën voor armoedevermindering

### Millenniumdoelen
Een belangrijk richtsnoer in strategieën voor armoedevermindering zijn de millenniumdoelen van de Verenigde Naties. Regeringsleiders namen zich in 2000 voor om in 15 jaar tijd de armoede in de wereld te verminderen. Ze legden hun streven vast in acht Millenniumdoelen. Zeven van de acht doelen hebben betrekking op armoede, onderwijs, kinder- en moedersterfte, gezondheidszorg, milieu en de positie van vrouwen. Het achtste doel gaat over wereldwijde inspanningen om deze doelen te bereiken, zoals meer ontwikkelingshulp en een eerlijker wereldwijd handelssysteem.

### Economische groei
De strategie van de Wereldbank leunt zwaar op het promoten van economische groei om armoede te verminderen. De Bank stelt dat groei een noodzakelijke voorwaarde is voor armoedebestrijding. In ontwikkelingslanden betekent een per capita groei van 1 procent, gemiddeld een armoedevermindering van 3 procent.
Economische groei alleen is echter onvoldoende om armoede te laten afnemen. Groei kan ook leiden tot toenemende inkomensongelijkheid: vooral de rijksten in een land profiteren van de groei, terwijl de armoede nauwelijks minder wordt. Het is daarom belangrijk dat economische groei gepaard gaat met aanvullende maatregelen om de welvaart te verdelen.
De Wereldbank promoot daarom strategieën voor pro-poor growth of shared growth. Dit betekent dat een significant deel van de armen profiteert van economische groei.

### Ontwikkelingshulp
Rijke landen geven ontwikkelingshulp om de economische en sociale ontwikkeling van arme landen te bevorderen. In 2008 gaven overheden van rijke landen 120 miljard dollar ontwikkelingshulp. Een deel van deze hulp wordt uitgegeven via ngo’s en multilaterale organisaties. Naast overheidshulp komt een belangrijk deel van ontwikkelingshulp uit het particuliere kanaal: bedrijven, burgers en ontwikkelingsorganisaties.
Donoren hanteren verschillende strategieën om armoede te bestrijden, zoals het financieren van programma- en projecthulp, het verstrekken van budgetsteun en schuldenverlichting.
Volgens wetenschappers blijken onvoorwaardelijke geldoverdrachten aan mensen in armoede een effectieve interventie te zijn om armoede te bestrijden en tegelijkertijd de resultaten op het gebied van gezondheid en onderwijs te verbeteren.

### Schuldenverlichting
De 49 armste landen hebben een gezamenlijke schuldenlast van 375 miljard dollar. In 2006 betaalden zij 34 miljard dollar aan rente en aflossing aan de rijke wereld. Dat is 94 miljoen dollar per dag.
De donorlanden hebben afspraken gemaakt voor het terugdringen van deze schuldenlast. Het bekendste initiatief is het HIPC-initiatief (Heavily Indepted Poor Countries Initiative). Via het HIPC-initiatief kunnen landen met een zware schuldenlast in aanmerking komen voor schuldenverlichting, op voorwaarde dat zij een armoedebestrijdingsplan opstellen en uitvoeren. Het initiatief is in 1996 gelanceerd door de Wereldbank en IMF. Inmiddels hebben 24 landen het programma voltooid.

### Microfinanciering
Microfinanciering is het aanbieden van financiële diensten aan mensen met een laag inkomen. De bekendste vorm van microfinanciering is microkrediet: het verstrekken van kleine leningen aan armen. Zij kunnen deze lening inzetten voor de start of uitbreiding van een bedrijfje of de verbetering van hun productie. Wereldwijd maken momenteel 155 miljoen armen gebruik van microfinanciering, in hoofdzaak vrouwen. Het wordt beschouwd als een belangrijk middel om de directe armoede te verminderen van economische productieve armen.

## Armoedebeleid van ontwikkelingslanden
De afgelopen decennia hadden de Wereldbank en het IMF grote invloed op het armoedebeleid van ontwikkelingslanden. In de jaren 80 van de 20e eeuw verbonden zij structurele aanpassingsprogramma's aan hun leningen. Ontwikkelingslanden moesten ten koste van overheidsinvloed en de bescherming van hun nationale economieën hun grenzen openen en de markt meer vrijheid geven. Op deze beleidslijn kwam veel kritiek. Inmiddels is het uitgangspunt van donoren dat ontwikkelingslanden verantwoordelijk zijn voor hun eigen beleid. Zij stellen daartoe Poverty Reduction Strategy Papers (PRSP) op. Een PRSP is een document waarin de overheid van een ontwikkelingsland zijn beleid beschrijft om groei te bevorderen en armoede te verminderen. PRSPs komen tot stand na consultatie van het maatschappelijk middenveld en ontwikkelingspartners, zoals de Wereldbank en het IMF.

## Meten van armoede

### Absolute armoedegrens
Een veelgebruikte maat om armoede te meten is de absolute armoedegrens. In 1985 is deze door de Wereldbank vastgesteld op 1 dollar per dag. Iemand die leeft van 1 dollar per dag, heeft een dagelijkse consumptie die vergelijkbaar is met wat iemand in Amerika voor 1 dollar kan kopen. De eigen productie, bijvoorbeeld de eigen oogst van maïs of rijst, wordt daarin meegerekend. In 2008 is de grens opgetrokken naar 1,25 dollar per dag. Volgens deze nieuwe armoedegrens leven momenteel 1,4 miljard mensen in absolute armoede.

### Human Development Index
De Human Development Index (HDI), een maatstaf om de menselijke ontwikkeling te meten. De HDI meet drie basisdimensies van ontwikkeling: levensverwachting, alfabetisme en levensstandaard. De Human Development Index is daarmee een bredere maat dan de absolute armoedegrens. De index is relatief: het meet de armoede van landen ten opzichte van elkaar, niet de absolute vooruitgang of achteruitgang.

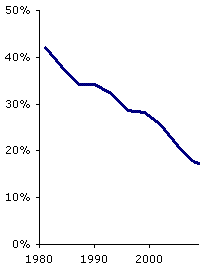
Daling van de extreme armoede sinds 1981

## Trends
De wereldwijde inkomensarmoede is de laatste decennia sterk afgenomen. Het percentage mensen dat in extreme armoede leeft (minder dan 1,25 dollar per dag) is tussen 1981 en 2005 afgenomen van 52 procent naar 26 procent. De vooruitgang in inkomen ging gepaard met verbeteringen in sociale omstandigheden. De kindersterfte daalde sterk, de levensverwachting steeg en het analfabetisme nam af.
De vooruitgang is echter ongelijk verdeeld over de regio’s. De grootste vooruitgang werd geboekt in Oost-Azië. Daar daalde de absolute inkomensarmoede van 80 procent in 1981, naar 18 procent in 2005. De vooruitgang is met name te danken aan succesvolle armoedevermindering in China.
Ook in Zuid-Azië daalde het armoedepercentage sterk. Door de bevolkingsgroei was er echter geen vermindering in het absolute aantal armen. Dat waren er 600 miljoen in 2005.
In Sub-Sahara Afrika is het percentage armen sinds 1981 niet gedaald. Ongeveer de helft van de mensen in deze regio leeft van minder dan 1,25 dollar per dag. In absolute termen is het aantal armen bijna verdubbeld, van 200 miljoen in 1981 naar 380 miljoen in 2005.